# Hasimir Fenring
Hasimir Fenring è un personaggio immaginario presente nel romanzo Dune di Frank Herbert e nella trilogia prequel Il preludio a Dune scritta da Brian Herbert e Kevin J. Anderson.

## Descrizione
(Vladimir Harkonnen a Feyd Rautha)
Hasimir Fenring è un eunuco genetico creato dalla Sorellanza Bene Gesserit, dalla quale è considerato un possibile Kwisatz Haderach, l'essere supremo che da migliaia di anni cercano di riprodurre attraverso l'identificazione di geni idonei di cui ottengono il controllo con accoppiamenti combinati.
Nasce su Kaitain, pianeta capitale dell'Impero galattico, e in qualità di cugino dei Corrino per vie femminili cresce negli agi e i lussi del Palazzo Imperiale, dove entra nella corte dell'ultracentenario Imperatore Elrood IX, diventando poi l'unico amico e molto intimo del principe ereditario Shaddam Corrino, figlio di Elrood.
Dietro un'apparenza esile, il parlare affettato ed il simpatico volto da furetto, Fenring cela una natura estremamente pericolosa, nel fisico e nella mente, in grado di competere con successo con il migliore dei soldati Sardaukar imperiali, e di tenere sotto scacco le menti più brillanti grazie a contorte e intricate trame di potere, ordite abilmente senza mai esporsi in prima persona. Si narra dell'eliminazione pulita di numerose persone, tra cui molte delle sue ex amanti. Durante la sua visita su Giedi Primo, Fenring si diletta nel motteggiare il Barone Harkonnen senza offrirgli pretesto di chiedere soddisfazione.
Persona fidata ed accondiscendente del principe Shaddam, coinvolgendolo in più occasioni alle sue rischiose e astute cospirazioni cortigiane, gestite magistralmente, includendo dapprima l'assassinio del principe ereditario Fafnir poi il sovrano stesso Elrood, consegnando al suo amico intimo la corona e il dominio dell'Universo conosciuto.
Fenring intanto diviene tramite tra l'Imperatore ed i Tleilaxu, razza piuttosto invisa dagli umani, per studiare la possibilità di riprodurre sinteticamente la Spezia di Arrakis, liberando i Corrino dal monopolio degli scomodi Harkonnen, guidati dal barone Vladimir. Elrood è affascinato dall'iniziativa e a sua volta trama nell'ombra l'invasione dell'ipertecnologico pianeta Ix, spodestando la Casa del conte Dominic Vernius, che di recente ha avuto uno sgradito diverbio con il sovrano.
A questo punto, Fenring in persona somministra all'Imperatore una quantità di chaumurky, un potente veleno impossibile da individuare una volta nel corpo della vittima, e che agisce tramite la somministrazione di una bevanda. Nel caso di Elrood la tossina interviene grazie a una mistura di birra al melange, che il sovrano ormai da decenni assume per prolungare la durata della propria vita e preservare la propria salute fisica e mentale. Il regnante ne muore due anni dopo, a seguito di evidenti segni di squilibrio psicofisico, e il principe ereditario viene incoronato nuovo regnante con il nome di Shaddam IV. Per permettergli di rafforzare fin dal primo giorno la sua nuova posizione nell'Impero, ne propone un matrimonio con l'influente Bene Gesserit Anirul, una Consorella di rango segreto: una normale moglie proveniente da una delle Grandi o Piccole Case, infatti, susciterebbe invidie e gelosie nelle altre, mentre invece una consorte Bene Gesserit garantirebbe ai Corrino un'alleanza di primo piano.
A dispetto di quanto fatto per l'amico, l'influenza di Fenring sul nuovo monarca dura poco tempo. Shaddam, infatti è stufo di sentirsi una semplice pedina delle sue trame sottili e paranoiche, di dover dire e fare ciò che gli bisbiglia quotidianamente, e nel chiaro tentativo di allontanarlo da sé lo nomina conte, e lo invia sull'arido e sperduto pianeta Arrakis con il rango di Ministro della Spezia, presso la crudele Casa degli Harkonnen, confermandolo tuttavia come tramite dei Corrino con le forze dei Tleilaxu su Ix, che a dispetto delle loro proverbiali capacità genetiche e scientifiche sono ancora lontani da una soluzione adeguata alla riproduzione di melange.
In questi anni si sposa con la Bene Gesserit Margot Rashino-Zea, abile spia e cospiratrice della Sorellanza nonché sua preziosa compagna di intrighi e sabotaggi.
Nell'anno 10191 aiuta l'Imperatore a studiare i dettagli di una grande cospirazione con cui permettere ai Corrino di sbarazzarsi della Casa Atreides, capeggiata dal nobile duca Leto, a cui viene affidata la gestione dell'estrazione di melange su Arrakis. Poiché Shaddam giudica il duca Leto colpevole di acquisire sempre più autorevolezza nel Landsraad, l'interruzione del monopolio da parte degli Harkonnen a vantaggio degli Casa Atreides è concepito come la circostanza ideale perché questi ultimi subiscano un attacco militare su vasta scala, ponendo fine al loro potere. E infatti, poco dopo essersi garantiti un'adeguata transizione di potere, gli Atreides vengono attaccati e massacrati nel corso di un attacco cruento e massiccio del barone Harkonnen, che guida un nutrito plotone di Sardaukar con le uniformi dell'esercito della sua dinastia.
Negli anni successivi, Fenring tiene sotto stretta sorveglianza gli Harkonnen nel tentativo di aiutare i Corrino a contenerne le mire di potere. Quando la situazione su Arrakis sfugge di mano al barone a causa delle crescenti ribellioni dei Fremen, guidati dal loro profeta Muad'Dib, L'Imperatore e i capi delle Grandi Case del Landsraad sbarcano sul pianeta della Spezia alla guida di imponenti eserciti, ma i Fremen hanno la meglio e Muad'Dib appare di fronte a Shaddam, rivelando la propria vera identità: egli non è altro che il giovane duca Paul Atreides, figlio di Leto e il Kwisatz Haderach tanto atteso dalle Bene Gesserit.
Fenring si differenzia dal vero Kwisatz Haderach per una piccola imperfezione del DNA, ma ugualmente possiede la possibilità di fronteggiarlo e ucciderlo. L'Imperatore gli ordina di attaccarlo, ma lui rifiuta e viene schiaffeggiato dal suo amico di sempre. Sotto la minaccia della distruzione perpetua del melange da parte di Paul Muad'Dib, Shaddam abdica al trono in favore del giovane condottiero, e si ritira umiliato in esilio su Salusa Secundus e Fenring viene nominato a sua volta amministratore di Caladan.

## Altri media
Figura assente nel film Dune di David Lynch, Hasimir Fenring appare nella serie televisiva Dune - Il destino dell'universo di John Harrison, interpretato dall'attore praghese Miroslav Táborský e doppiato in italiano da Massimo Lodolo.